# Alchemilla alpigena
Alchemilla alpigena es una especie de planta del género Alchemilla, perteneciente a la familia Rosaceae.

## Taxonomía
Alchemilla alpigena fue descrita por Buser en 1903.

## Distribución
Se encuentra en el territorio de Alemania, Austria, España, Francia, Italia, noroeste de la Península Balcánica y Suiza.